# Judith Okely
Judith Okely (ur. 1941) – brytyjska antropolożka kulturowa. 

## Życiorys
Studiowała na Sorbonie, Uniwersytecie Oksfordzkim i w Cambridge. Jest emerytowaną profesorką Uniwersytetu w Hull oraz wicedyrektorką International Gender Studies Center w Oxfordzie.
Badania terenowe prowadziła przede wszystkim we Francji i Wielkiej Brytanii, gdzie badała społeczność cygańską. Jej książka "The Traveller Gypsies" jest pierwszą pisaną z perspektywy antropologicznej, wydaną w Wielkiej Brytanii monografią, dotyczącą społeczności cygańskiej. W polu jej zainteresowań badawczych mieści się między innymi antropologia płci, antropologia wizualna czy kwestie dotyczące problematyki metodologii badań etnograficznych.

## Tłumaczenia na język polski
- Judith Okely, Uprzywilejowane, wyćwiczone i ułożone szkoły z internatem dla dziewcząt, [w:] Gender. Perspektywa antropologiczna, red. Renata Hryciuk, Agnieszka Kościańska, T. 2, Wydawnictwa Uniwersytetu Warszawskiego, Warszawa 2007, s. 76-107.
- Judith Okely, Wizualizm i krajobraz: patrzeć i widzieć w Normandii,[w:] Konteksty 2005/4, przełożyła Iwona Kurz, s.11-22.

## Wybrane publikacje
- The Traveller-Gypsies, 1983
- Simone de Beauvoir: a re-reading, 1986
- Anthropology and Autobiography co-ed. with H. Callaway, 1992
- Own or Other Culture, 1996